# Collins Fai
Collins Ngoran Suiru Fai (* 13. August 1992 in Bamenda) ist ein kamerunischer Fußballspieler.

## Karriere

### Verein
Fai kann sowohl als Rechts und Linksverteidiger eingesetzt werden, in der Jugend spielte er bis 2011 bei seinem Heimatverein FC Bamenda. Anschließend stand er bis 2013 bei Union Douala unter Vertrag und kam dort 18-mal zum Einsatz. In der Saison 2011/12 wurde er mit Union Meister der Première Division (Kamerun). Es folgte eine Ausleihe zur Njala Quan Sports Academy. Nach dieser Ausleihe wechselte er im Sommer 2013 nach Rumänien zu Dinamo Bukarest, wo er bis Januar 2016 unter Vertrag stand. Im Anschluss daran folgte der Wechsel nach Belgien zu Standard Lüttich. Hier konnte er mit der Mannschaft den belgischen Pokal 2016 und 2018 gewinnen.
In der Saison 2020/21 bestritt er 19 von 40 möglichen Ligaspielen für Standard, in denen er vier Tore schoss, sowie ein Pokalspiel und acht Europapokal-Spiele mit zwei Toren. In der nächsten Saison waren es 11 von 23 möglichen Ligaspielen mit einem Tor und zwei Pokalspielen.
Ende Januar 2022 wechselte er nach Saudi-Arabien zu Al-Tai FC.

### Nationalmannschaft
Collins Fai kam bisher in der U-21-Auswahl sowie für die U-23-Auswahl des Landes zum Einsatz. Das erste Spiel in der A-Nationalmannschaft folgte im Oktober 2015 im Testspiel gegen die Nigerianische Fußballnationalmannschaft. Bei der Fußball-Afrikameisterschaft 2017 gewann er mit Kamerun den Titel. Zudem nahm er am FIFA-Konföderationen-Pokal 2017 in Russland sowie am Afrika-Cup 2019 teil. Bei letzterem spielte er in zwei von drei Gruppenspielen sowie im Achtelfinale, in dem die kamerunische Nationalmannschaft gegen Nigeria ausschied.
Beim infolge der COVID-19-Pandemie erst 2022 ausgetragenen Afrika-Cup 2021 spielte er in allen Spielen bis zum im Elfmeterschießen verlorenen Halbfinale.

## Erfolge

### Nationalmannschaft
- Afrikameister: 2017

### Verein
- Meister der Première Division (Kamerun) 2011/12 mit Union Douala
- Belgischer Fußballpokal 2015/16, 2017/18 mit Standard Lüttich